# 토막
《토막》(土幕)은 동랑(東朗) 유치진(柳致眞, 1905~74) 작의 2막으로 구성된 희곡이다.
1933년 홍해성 연출로 ‘극예술연구회’에서 공연하였다. 토막은 유치진의 첫 희곡으로, 극연(劇硏) 최초의 창작극이기도 하며, 한국 리얼리즘 희곡의 백미로, 그 뛰어난 극작술은 외국의 어느 희곡에 비해도 손색이 없다고 평가되기도 한다.
이 극은 비록 1920년대의 한국의 몰락해 가는 농촌을 배경으로 하고 있지만 그 속에는 한국적인 것의 원형이라 할 만한 것을 찾아볼 수 있다. 유치진은 아일랜드의 극작가 싱과 오케이시를 연구했고, 그 영향이 실제 이 작품 속에 상당히 드러나 있지만, 그들의 모방을 넘어서서 한국인의 생활과 언어와 감정을 가지고 진실되고 강렬한 비극을 만들어냈다고 평가된다.

## 줄거리
피폐할 대로 피폐해 있는 명서네 일가(一家)의 유일한 희망은 일본에 돈벌이간 아들뿐이다. 마침 아들의 친구가 일본을 가게 되어 그들은 희망에 부풀게 되었다. 그러나 구장이 찾아와 2년 전 신문을 보이며 명수가 일본서 독립운동(그들은 독립이란 뜻을 모른다)을 하다 종신형을 받았다는 사실을 알려온다. 그렇지만 명서부부는 아들이 살아 돌아올 것을 믿는다. 한편 빚 때문에 집까지 빼앗긴 공처가 빵보는 어디론가 사라져 버렸다가 명서의 토막에 묵고 있던 그의 처를 구걸질하다 만나서 돌아오지만 그날 밤으로 가족을 데리고 정처없이 유랑의 길을 떠나고 만다. 그날 밤 명서의 처는 아들 생각에 실성한 사람같이 행동하면서, 아들을 맞기 위해 머리를 빗고 밖에 불을 밝힌다. 그때 우편배달부가 소포 하나를 주고 가는데, 그것을 뜯어보니 아들의 백골(白骨)이 든 상자였다.